# Родниковка (Актюбинская область)
Родниковка (каз. Родниковка) — село в Мартукском районе Актюбинской области Казахстана. Административный центр Родниковского сельского округа. Находится примерно в 48 км к востоку от центра села Мартук. Код КАТО — 154657100. В 1938—1957 годах — центр Родниковского района.

## Население
| Численность населения | Численность населения | Численность населения |
| 1939                  | 1999                  | 2009                  |
| --------------------- | --------------------- | --------------------- |
| 1869                  | ↗2097                 | ↘1814                 |

В 1999 году население села составляло 2097 человек (1048 мужчин и 1049 женщин). По данным переписи 2009 года, в селе проживало 1814 человек (928 мужчин и 886 женщин).